# Cheironchus dactylocaudatus
Cheironchus dactylocaudatus is een rondwormensoort uit de familie van de Selachinematidae. De wetenschappelijke naam van de soort is voor het eerst geldig gepubliceerd in 2006 door Tchesunov & Okhlopkov.